# Seututie 888
La route régionale 888 (finnois : Seututie 888) est une route régionale allant de Sotkamo jusqu'à Puolanka en Finlande,.

## Présentation
La route 888 part de la route principale 76 à Sotkamo puis traverse Revonkanta, Ristijärvi et Uva avant de se terminer au village Kantola de Puolanka en croisant la route principale 78.

## Parcours
- Sotkamo
- Kaitainsalmi
- Revonkanta
- Ristijärvi
- Uva
- Kantola